# Ligue A 2024-2025 (calcio Burundi)
La Ligue A 2024-2025, nota anche come Primus Ligue 2024-2025 per motivi di sponsorizzazione, è stata la sessantunesima edizione della massima divisione del campionato burundese di calcio. Il campionato è iniziato il 23 agosto 2024 ed è terminato il 7 maggio 2025.
Il Vital'O era la squadra campione in carica. Il titolo è stato vinto dall'Aigle Noir, che ha festeggiato il suo secondo campionato nazionale.

## Stagione

### Novità
Al termine della stagione precedente sono retrocessi Telaviv, Tigre Noir e Magara Young Boys, ultime tre classificate del campionato. Al loro posto dalla Ligue B sono state promosse Académie Deira, Ngozi City e Royal Vision, prime tre classificate del campionato.

### Formula
Le 16 squadre partecipanti giocano un girone all'italiana con partite di andata e ritorno, per un totale di 30 giornate. Al termine della stagione, la prima classificata è campione del Burundi e si qualifica per la CAF Champions League 2025-2026, mentre le ultime tre vengono retrocesse in Ligue B.

## Squadre partecipanti
| Squadra                | Città     | Stagione precedente |
| ---------------------- | --------- | ------------------- |
| Académie Deira         | Bujumbura | Ligue B             |
| Aigle Noir             | Makamba   | 5° in Ligue A       |
| Bumamuru               | Cibitoke  | 8° in Ligue A       |
| Burundi Sports Dynamic | Bujumbura | 9° in Ligue A       |
| Flambeau du Centre     | Gitega    | 2° in Ligue A       |
| Inter Star             | Bujumbura | 13° in Ligue A      |
| Kayanza United         | Kayanza   | 12° in Ligue A      |
| Le Messager Ngozi      | Ngozi     | 6° in Ligue A       |
| LLB Académic           | Bujumbura | 10° in Ligue A      |
| Moso Sugar             | Gihofi    | 11° in Ligue A      |
| Musongati              | Gitega    | 3° in Ligue A       |
| Ngozi City             | Ngozi     | Ligue B             |
| Olympic Star           | Muyinga   | 7° in Ligue A       |
| Royal Vision           | Muramvya  | Ligue B             |
| Rukinzo                | Bujumbura | 4° in Ligue A       |
| Vital'O                | Bujumbura | Campione di Burundi |

## Classifica
|                    | Pos. | Squadra                | Pt | G  | V  | N  | P  | GF | GS | DR  |
| ------------------ | ---- | ---------------------- | -- | -- | -- | -- | -- | -- | -- | --- |
| Burundi (bandiera) | 1.   | Aigle Noir             | 71 | 30 | 22 | 5  | 3  | 62 | 14 | +48 |
|                    | 2.   | Musongati              | 60 | 30 | 18 | 6  | 6  | 56 | 18 | +38 |
|                    | 3.   | Bumamuru               | 58 | 30 | 16 | 10 | 4  | 48 | 23 | +25 |
|                    | 4.   | Vital'O                | 55 | 30 | 15 | 10 | 5  | 54 | 26 | +28 |
|                    | 5.   | Flambeau du Centre     | 55 | 30 | 15 | 10 | 5  | 52 | 25 | +27 |
|                    | 6.   | Rukinzo                | 52 | 30 | 15 | 7  | 8  | 63 | 35 | +28 |
|                    | 7.   | Olympic Star           | 50 | 30 | 14 | 8  | 8  | 39 | 22 | +17 |
|                    | 8.   | Inter Star             | 48 | 30 | 15 | 3  | 12 | 47 | 42 | +5  |
|                    | 9.   | Le Messager Ngozi      | 46 | 30 | 12 | 10 | 8  | 31 | 27 | +4  |
|                    | 10.  | Ngozi City             | 40 | 30 | 11 | 7  | 12 | 40 | 44 | -4  |
|                    | 11.  | Royal Vision           | 32 | 30 | 8  | 8  | 14 | 41 | 57 | -16 |
|                    | 12.  | Kayanza United         | 28 | 30 | 8  | 4  | 18 | 39 | 65 | -26 |
|                    | 13.  | Burundi Sports Dynamic | 27 | 30 | 6  | 9  | 15 | 30 | 54 | -24 |
|                    | 14.  | Académie Deira         | 23 | 30 | 6  | 5  | 19 | 27 | 59 | -32 |
|                    | 15.  | Moso Sugar             | 13 | 30 | 4  | 1  | 25 | 22 | 82 | -60 |
|                    | 16.  | LLB Académic           | 10 | 30 | 3  | 1  | 26 | 25 | 83 | -58 |

Legenda
      Campione del Burundi e ammessa alla CAF Champions League 2025-2026.
      Retrocessa in Ligue B 2025-2026.
Note:
Tre punti a vittoria, uno a pareggio, zero a sconfitta.